# Metroul din Samara

Samara-metro-map

Metroul din Samara  (în limba rusă: Самарский метрополитен) —  a fost inaugurat la 26 decembrie 1987.  